# 밀양 표충사 아미타삼존도
밀양 표충사 아미타삼존도(密陽 表忠寺 阿彌陀三尊圖)는 대한민국 경상남도 밀양시 단장면 구천리, 표충사에 있는 불화이다.
2008년 1월 10일 경상남도의 유형문화재 제466호 표충사 아미타삼존탱으로 지정되었다가, 2018년 12월 20일 현재의 명칭으로 변경되었다.

## 개요
表忠寺 아미타삼존탱은 표충사 大光殿 내부 향우측 불단 위에 絹本彩色의 액자형태로 봉안되어 있는 탱화이다. 화면 중앙에 입상의 아미타불을 본존으로 하여 그 좌우에 관음보살과 대세지보살을 협시로 묘사한 이 아미타삼존탱은 일종의 아미타내영도와 같은 성격에 괘불탱과 유사한 구도를 지니고 있다.

## 참고 문헌
- 밀양 표충사 아미타삼존도 - 국가유산청 국가유산포털